# Bryne FK
Bryne Fotballklubb é um clube de futebol da Noruega da cidade de Bryne, fundado em 10 de abril de 1926. Atualmente disputa a OBOS-ligaen, a Segunda Divisão Norueguesa.  

## História
Fundado em 10 de abril de 1926 com o nome Bryne Fotball-lag, o Bryne disputou sua primeira partida oficial em 12 de abril de 1929, num empate por 4 a 4 contra o Klepp.
Até 1937, o clube atuava somente no futebol, quando então foi adicionada a modalidade de atletismo, fazendo com que o nome do clube passasse a ser Bryne Idrettslag. Nos anos seguintes foram agregadas as modalidades de handebol, boxe e voleibol. Em 1991, as modalidades foram desintegradas e cada uma formou um clube próprio, ficando o futebol com a equipe original e assim foi renomeado para Bryne FK (Bryne Fotballklubb), como é chamado até hoje.
O maior feito do clube em toda sua história foi a conquista da Copa Da Noruega de 1987, quando derrotou o Brann por 1-0 na final. 

## Estádio
O Bryne FK manda os seus jogos no Bryne Stadion, na cidade de Bryne, que possui a capacidade de 4000 torcedores, sendo 2.507 cadeiras. O recorde de público no estádio foi durante uma partida contra o Viking FK, em 1980, com a presença de 13.621 espectadores.
O estádio possui o gramado nas dimensões de 105 metros de comprimento por 68 metros de largura.

## Recordes
| Recorde                           | Recorde                               | Ano  |
| --------------------------------- | ------------------------------------- | ---- |
| Maior vitória                     | Bryne 9 x 1 Haugar                    | 1992 |
| Maior vitória na primeira divisão | Bryne 7 x 0 Bodø / Glimt              | 1980 |
| Maior derrota                     | Rossenborg 9 x 0 Bryne                | 2000 |
| Maior público (Bryne Stadium)     | Bryne x Viking FK (13.621 torcedores) | 1980 |

## Recordes de Jogadores
| Recorde                                       | Jogador                 |
| --------------------------------------------- | ----------------------- |
| Jogador com mais partidas na história         | Gabriel Høyland (596)   |
| Jogador com mais partidas na Primeira Divisão | Gabriel Høyland (227)   |
| Jogador com mais gols na história             | Johannes Vold (274)     |
| Jogador com mais gols na Primeira Divisão     | Arne Larsen Økland (59) |

## Bryne na Europa
| Competição                                | Data       | Partida                      | Estádio                       | Ref:                |
| ----------------------------------------- | ---------- | ---------------------------- | ----------------------------- | ------------------- |
| Copa da UEFA 1981/82                      | 16/09/1981 | Bryne 0 x 2 Winterslag       | Bryne Stadion                 | [ 3 ]               |
| Copa da UEFA 1981/82                      | 30/09/1981 | Winterslag 1 x 2 Bryne       | De Noordlaan                  | [ 4 ]               |
| Copa da UEFA 1983/84                      | 14/09/1983 | Bryne 0 x 3 Anderlecht       | Bryne Stadion                 | [ 5 ]               |
| Copa da UEFA 1983/84                      | 28/09/1983 | Anderlecht 1 x 1 Bryne       | Constant Vanden Stock Stadium | [ 6 ]               |
| Taça dos Clubes Campeões Europeus 1998/89 | 10/08/1988 | Békéscsaba Előre 3 x 0 Bryne | Kórház utcai Stadion          | [carece de fontes?] |
| Taça dos Clubes Campeões Europeus 1998/89 | 24/08/1988 | Bryne 2 x 1 Békéscsaba Előre | Bryne Stadion                 | [carece de fontes?] |

## Elenco Atual
Atualizado em 26 de Abril, 2022.
Nota: Bandeiras indicam equipe nacional, conforme definido pelas regras de elegibilidade da FIFA. Os jogadores podem ter mais de uma nacionalidade não-FIFA.
| N.º |             | Posição | Jogador                    |
| --- | ----------- | ------- | -------------------------- |
| 99  | Lituânia    | G       | Igor Spiridonov            |
| 2   | Noruega     | D       | Oliver Rothiaug            |
| 3   | Noruega     | D       | Pal Aamodt                 |
| 4   | Noruega     | D       | Marius Andersen            |
| 5   | Ilhas Faroe | D       | Rógvi Asmundur Baldvinsson |
| 6   | Noruega     | M       | Henning Romslo             |
| 7   | Noruega     | M       | Vegard Aasen               |
| 8   | Noruega     | M       | Sixten Dalen Jensen        |
| 9   | Noruega     | A       | Arne Gunnes                |
| 10  | Noruega     | A       | Robert Undheim             |
| 11  | Noruega     | M       | Bjarne Langeland           |

| N.º |         | Posição | Jogador                  |
| --- | ------- | ------- | ------------------------ |
| 14  | Suécia  | D       | Peter Daniel Hermansson  |
| 16  | Noruega | M       | Andreas Dybevik          |
| 17  | Noruega | A       | Sigurd Grønli            |
| 18  | Noruega | A       | Jørgen Voilås            |
| 19  | Noruega | D       | Tobias Guddal            |
| 20  | Noruega | D       | Sondre Norheim           |
| 21  | Noruega | A       | Ingmar Orkelbog Austberg |
| 23  | Noruega | D       | Paul Endre Ullenes       |
| 45  | Noruega | D       | Christian Seland Røer    |
| 90  | Noruega | A       | Albert Braut Tjåland     |
| --  | Suécia  | G       | Elias Hadaya             |

## Títulos
- Copa da Noruega: 1987